# Fiat Siena
Fiat Siena — малолітражний автомобіль класу суперміні виробництва італійської виробника Fiat, що виготовляється з 1996 року. 

## Перше покоління
Перше покоління Сієна - це чотирьох-дверна версія Fiat Palio в кузові седан, спеціально призначений для країн, що розвиваються. Він був введений вперше в Південній Америці, і виготовлявся в різних країнах по всьому світу. У Європі був розроблений аналогічний автомобіль на базі тієї ж платформи під назвою Fiat Albea.
В основу седана лягла платформа моделі Fiat Punto першого покоління з її стійками McPherson спереду і балкою, що скручується ззаду.
Siena був одним з найпопулярніших седанів в Бразилії.

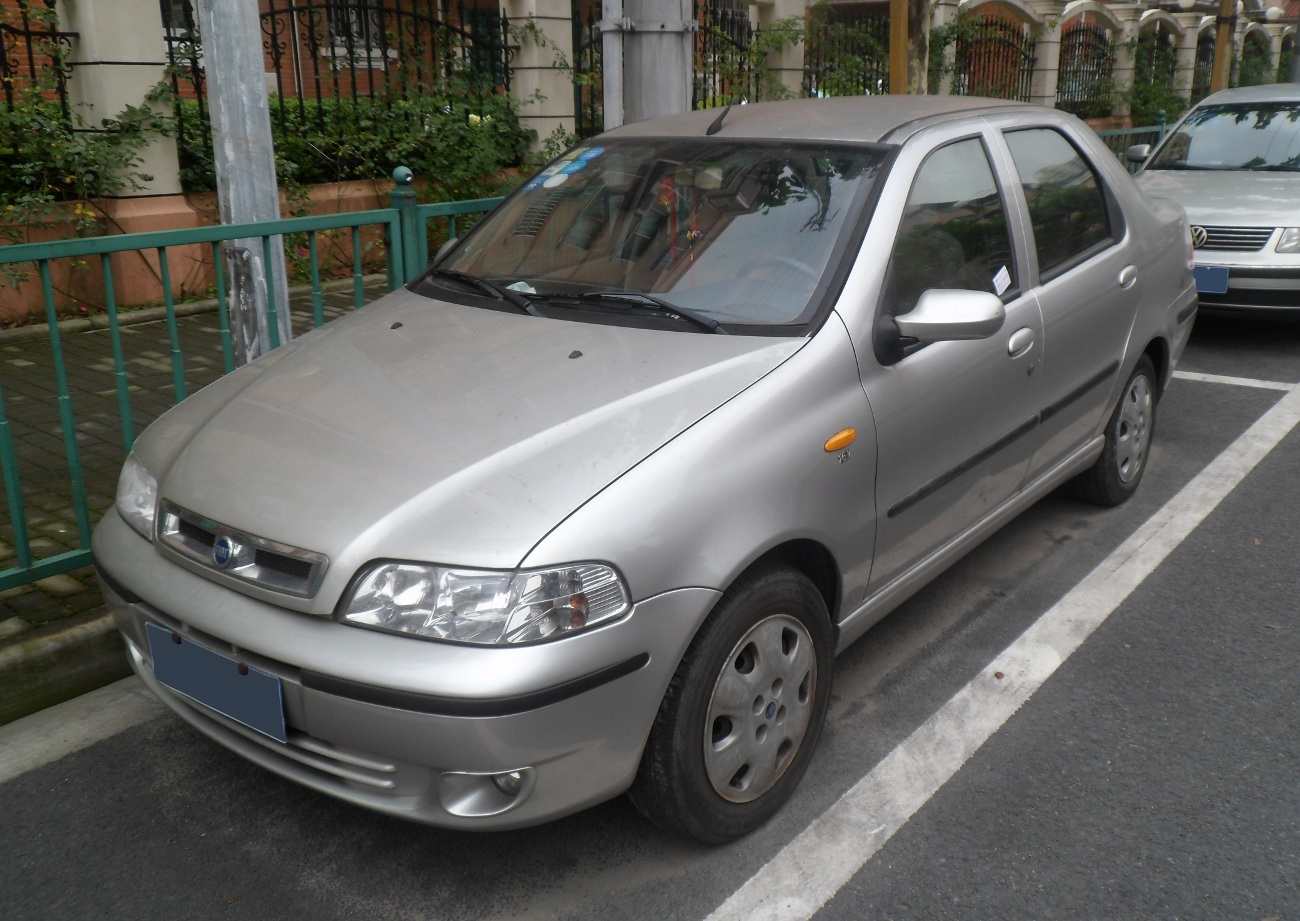
Fiat Siena (2001-2004)
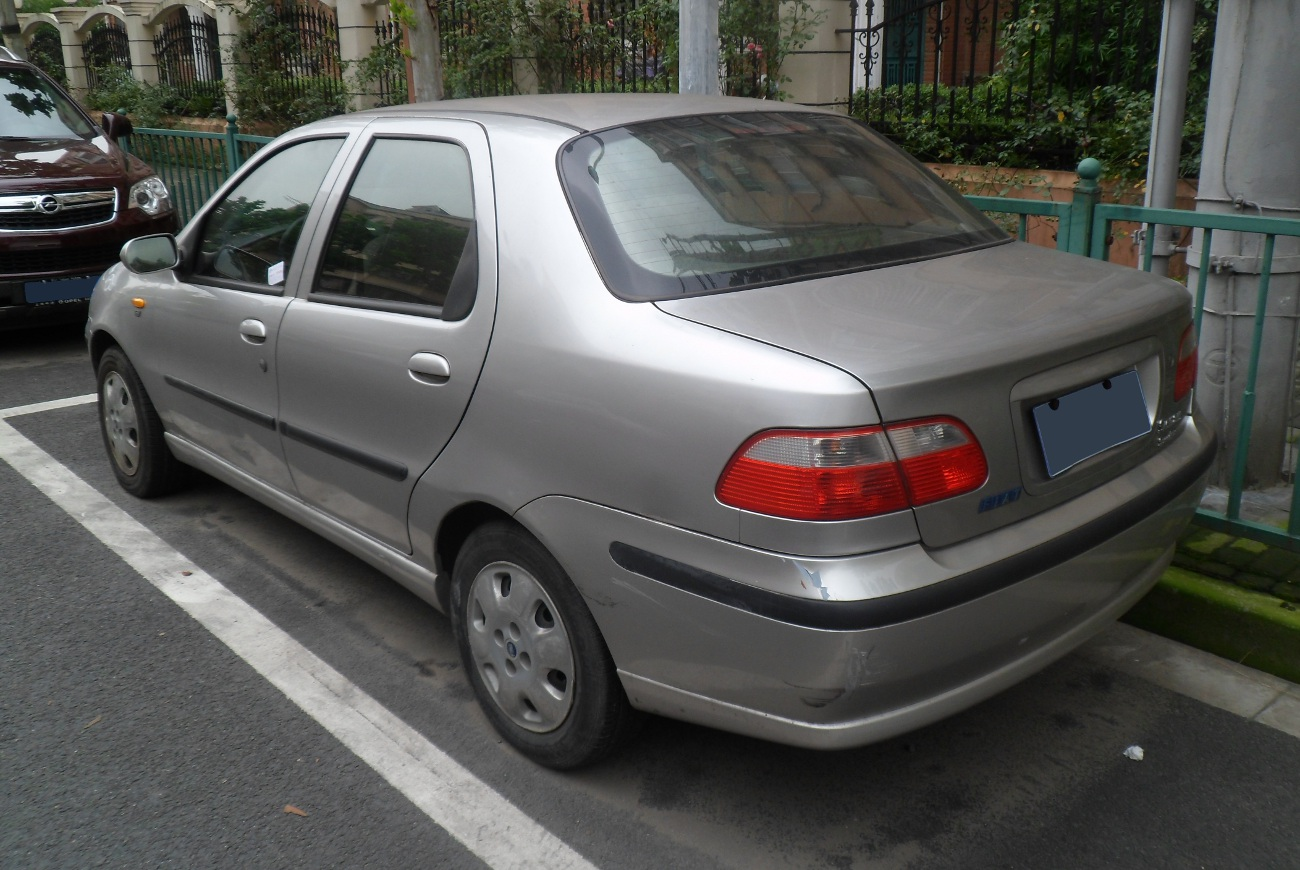
Fiat Siena (2001-2004)
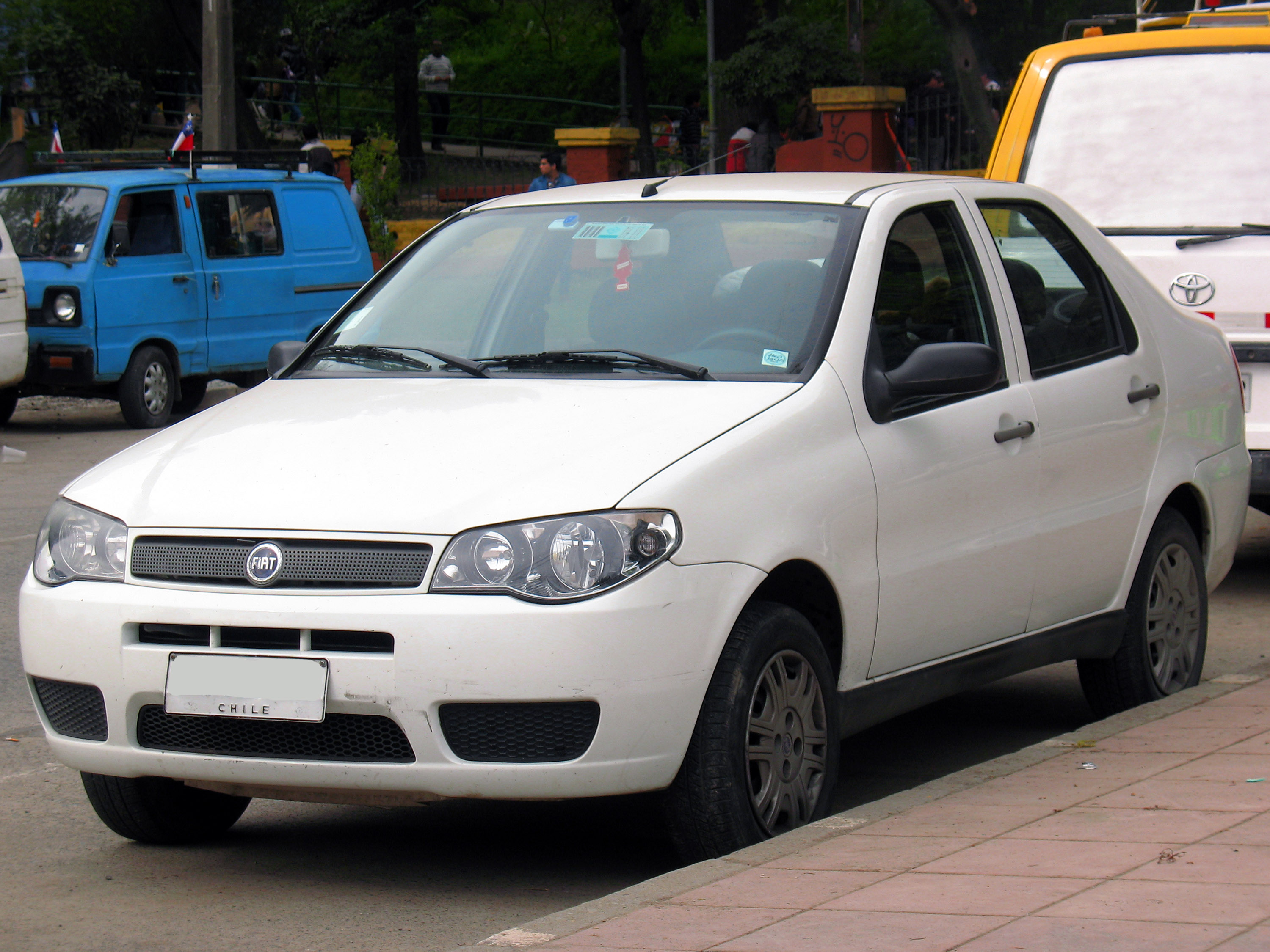
Fiat Siena (2004-2008)
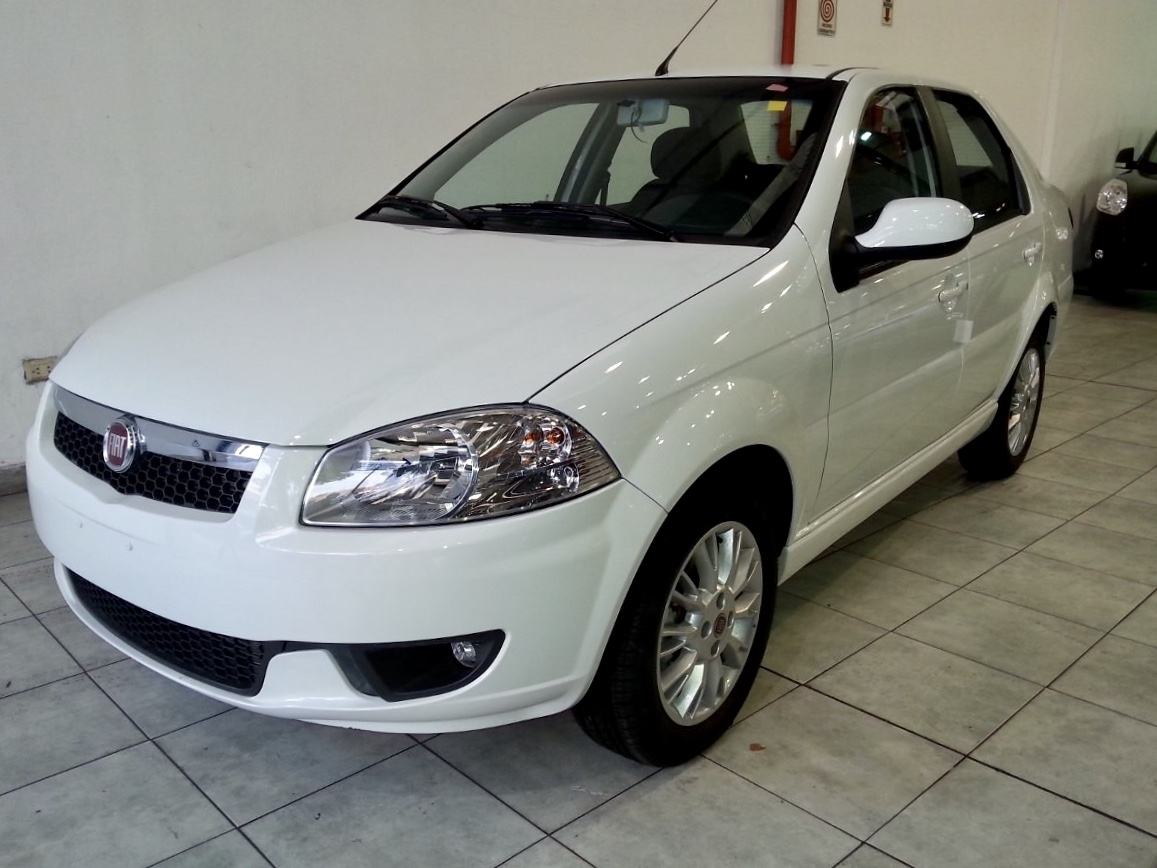
Fiat Siena (2008-2016)

### Двигуни
- 1.0 L FIRE I4 g
- 1.0 L FIRE Evo I4 flexyfuel
- 1.0 L Fiasa I4
- 1.3 L FIRE I4 flexyfuel
- 1.3 L 4A90 I4 (Китай)
- 1.4 L FIRE Evo I4 tetrafuel
- 1.5 L Fiasa I4 flexyfuel
- 1.5 L 4A91 I4 (Китай)
- 1.6 L Torque I4 gasoline
- 1.6 L E.torQ I4 flexyfuel
- 1.8 L GM N18XFH I4
- 1.7 L TD I4 diesel

### Продажі
| Рік              | Продажі в бразилії |
| ---------------- | ------------------ |
| 1997             | 7,183              |
| 1998             | 21,650             |
| 1999             | 16,401             |
| 2000             | 13,890             |
| 2001             | 33,558             |
| 2002             | 32,259             |
| 2003             | 37,227             |
| 2004             | 40,760             |
| 2005             | 43,529             |
| 2006             | 56,358             |
| 2007             | 88,734             |
| 2008             | 95,307             |
| 2009             | 116,064            |
| 2010             | 120,520            |
| 2011             | 90,072             |
| 2012             | 106,085            |
| 2013             | 129,832            |
| 2014             | 106,973            |
| 2015             | 59,397             |
| 2016             | 33,478             |
| 2017             | 24,955             |
| 2018             | 7,245              |
| Всього 1,275,697 |                    |

## Друге покоління

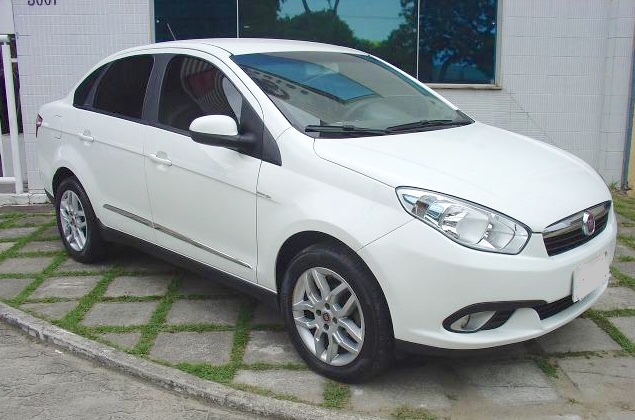
Fiat Grand Siena

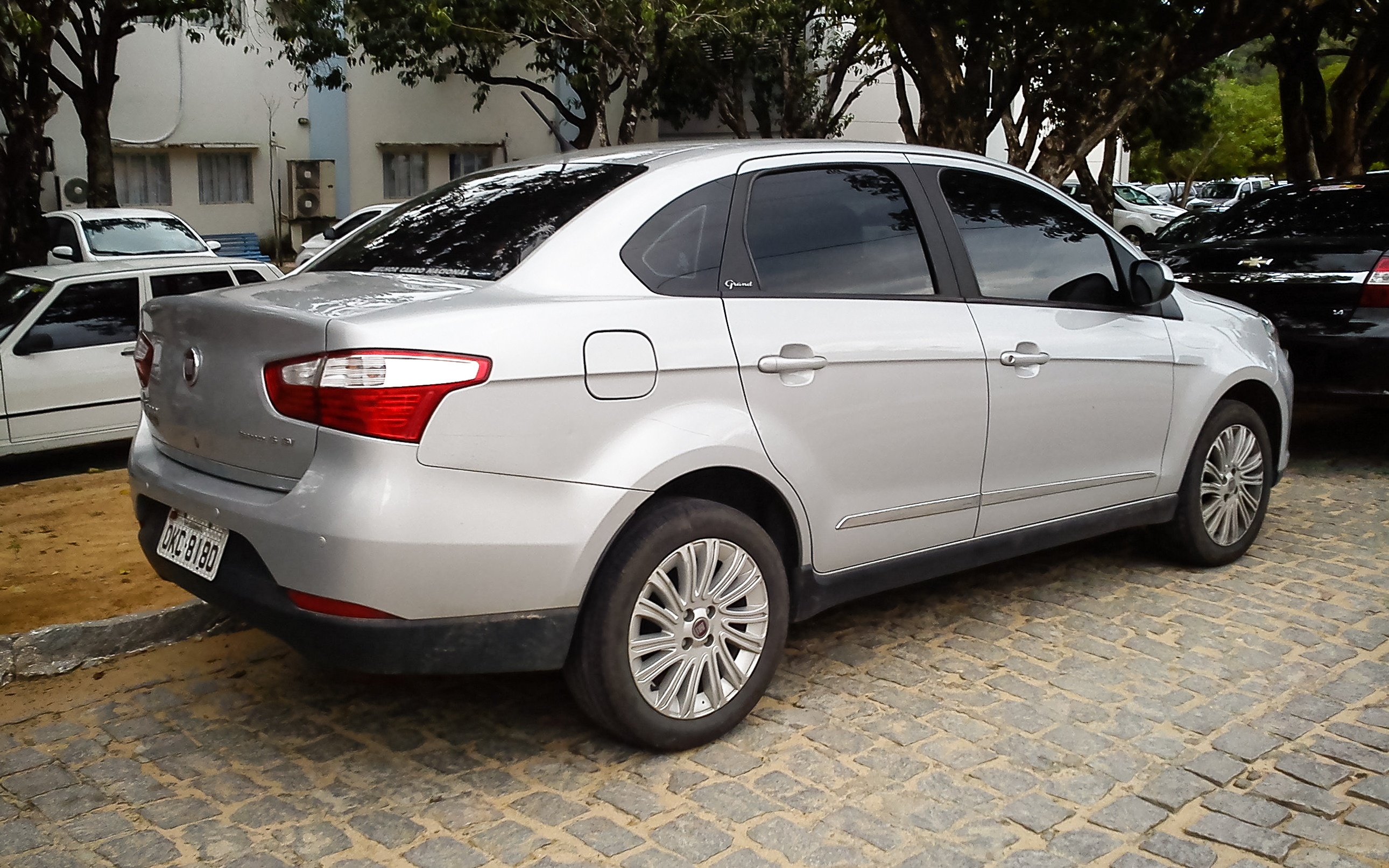
Fiat Grand Siena

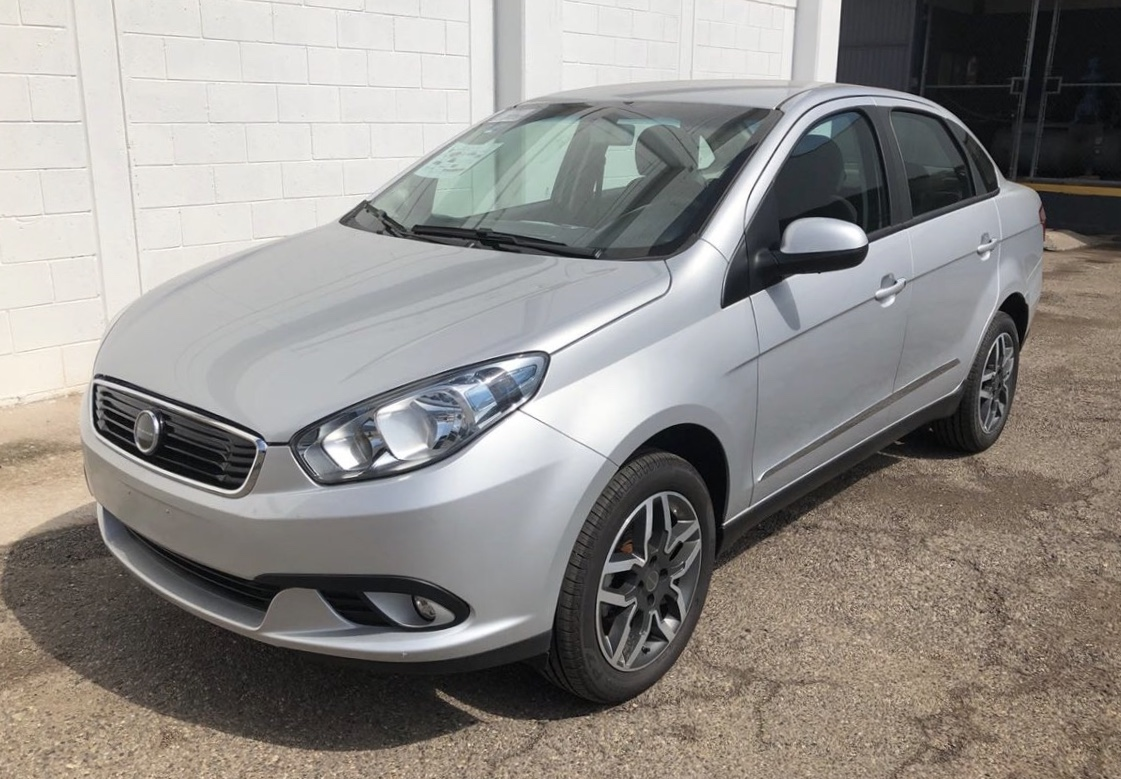
Dodge Vision

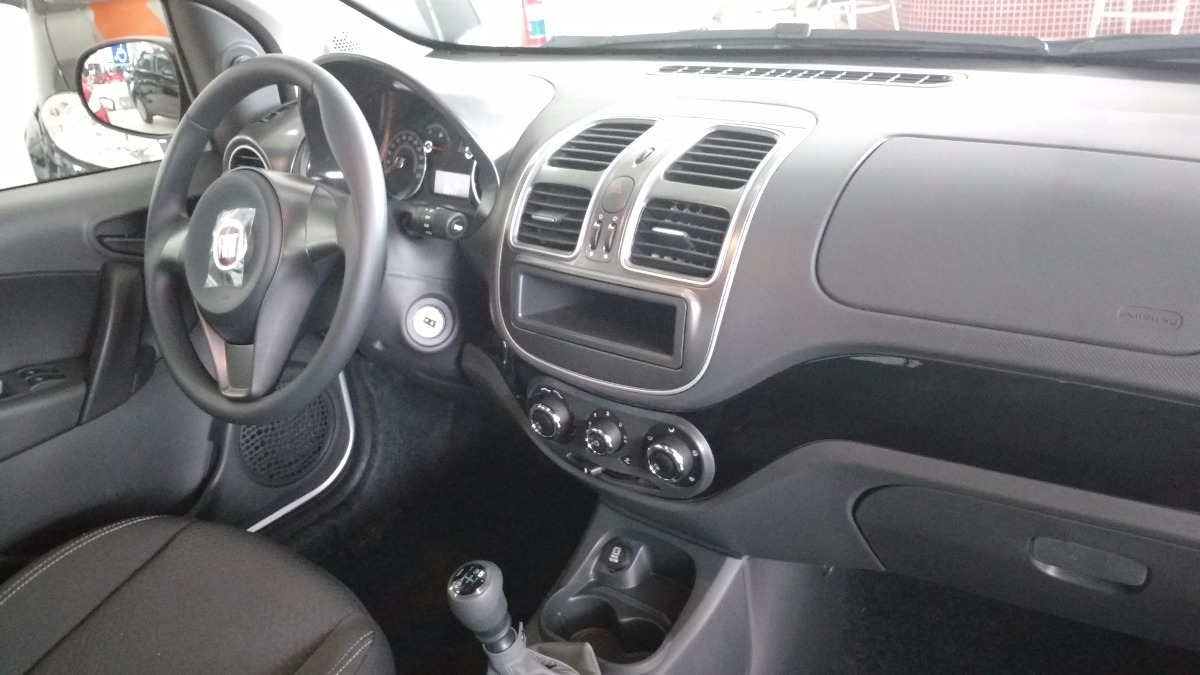

У 2012 році в Південній Америці Fiat випустив друге покоління Siena (тип 326), під називою Grand Siena, з 2015 року в Мексиці ця модель називається Dodge Vision, оскільки виробництво попереднього покоління ще тривало.
Платформа нового покоління взята в нового Palio, але з більш довгою колісною базою. Зовнішній дизайн відрізняється від нового Palio і був натхненний Fiat Bravo, в той час як дизайн задньої частини був отриманий від Fiat Linea. Інтер'єр той же, що використовується в Palio, з конкретними деталями.
Grand Siena більша ніж його попередник, але менший ніж Fiat Linea. Він оснащений новим 1.6-літровим двигуном Fiat E.torq flexy fuel потужністю 115 к.с., або меншим 1.4 16V Fire EVO Tetrafuel потужністю 85 к.с. Передня підвіска MacPherson, задня підвіска використовує новий тип торсіонної балки.
Виробництво Grand Siena почалося в 2012 році, спочатку на заводі Betim в Бразилії. Grand Siena продається у Південній Америці та Мексиці (з 2015 як Dodge Vision). У 2018 році виробництво двигуна 1.4 Fire Evo flex і 1.6 E.torq flex припинили, єдиним доступним двигуном є 1.0 Fire Evo flex.
Модель 2017 року отримала невеликі зміни, такі як перероблена решітка радіатора, нові кольори інтер'єру та перенесення роз'єму USB на центральну консоль у версіях з ручною коробкою передач.

### Двигуни
- 1.0 L FIRE Evo I4 flexyfuel
- 1.4 L FIRE Evo I4 Tetraflex
- 1.6 L E.torQ I4 flexyfuel

### Продажі
| Рік           | Аргентина | Мексика (Dodge Vision) |
| ------------- | --------- | ---------------------- |
| 2013          | 7,225     |                        |
| 2014          | 5,652     |                        |
| 2015          | 16,299    | 2,385                  |
| 2016          | 13,882    | 3,684                  |
| 2017          | 11,185    | 1,781                  |
| 2018          | 2,641     | 143                    |
| Всього 64,877 |           |                        |